# 부산 국청사 청동북
부산 국청사 청동북(釜山 國淸寺 靑銅金鼓)은 부산광역시 금정구 국청사에 있는 조선시대의 불교 의식법구이다. 2011년 12월 23일 대한민국의 보물 제1733호로 지정되었다.

## 개요
현재 고려시대의 금고는 비교적 많은 수가 확인되지만 의외로 조선 전기의 작품은 남아있지 않다. 지금까지 확인된 조선 전기 즉 임진왜란 이전시기에 해당하는 작품으로는 일본 대마도 보광사(普光寺)에 있는 청동 금고가 유일하다. 이후 17세기에 만들어진 금고 역시 그 수효가 극히 적은 편으로서 은해사 소장 금고(1646)는 그러한 가치를 인정받아 최근 보물로 지정되었다. 이 국청사 소장 금고 역시 1666년에 제작된 작품으로서 은해사 소장 금고보다 불과 20년 뒤에 만들어진 작품으로 17세기에 제작된 자료가 극히 적다는 점에서 가치가 높게 평가된다.
금고의 전체 직경은 40.5cm로서 중형에 속하며 측면이 뒤로 접혀 짧은 전을 형상하고 뒷면에 넓게 공명구가 뚫린 가장 일반적인 형식을 따랐다. 고면(鼓面)은 2줄의 동심원으로 구획하여 중앙의 당좌구는 문양이 없는 소문으로 만들었고 그 바깥인 중구(中區)에는 6자 광명진언 가운데 5자 만을 두른 원권 범자문으로 장식되었다. 이렇게 6개의 광명진언 범자문을 두른 것은 비슷한 시기의 범종에서도 볼 수 있는 양상으로서 그 수효가 줄어든 것은 이 금고가 후기로 넘어가는 과도기적 양식을 반영해 주는 모습이라 추측된다. 단순한 원권 범자문과 달리 가장 바깥 구획에는 단선이지만 유려한 연당초문을 시문하였다. 이러한 외구의 당초문 역시 다른 조선 후기 금고에서 전혀 볼 수 없는 고려 후기 금고의 여운이라 할 수 있다.
측면에는 3개의 반원형 고리가 달려있으며 일반적인 금고가 대부분 이 측면에 명문을 음각으로 기록하는 것과 비교하여 이 국청사 소장 금고는 후면에 양각으로 명문이 새겨진 점이 독특하다. 기록된 명문은
‘경상도경주부남련화산장천사금기중백근」강희오년병오삼월일주성」시주질」박충민」李莫男」대장태응」신열」영득」화주질」계호」설은」설암」설심(慶尙道慶州府南蓮花山障川寺禁氣重百斤」康熙伍年丙午三月日鑄成」施主秩」朴忠民」李莫男」大匠太應」慎悅」永得」化主秩」戒湖」雪訔」雪岩」雪心」)’
으로서 간단히 풀이해 보면 ‘경상도 경주부남의 연화산 장천사의 금기(금고)로 중량 백근을 들여 강희50년 병오 삼월일에 주성하였고 시주는 박충민 이막남 이고 제작자로는 대장 태응과 신열, 영득 그리고 절의 화주로는 계호 설은 설암 설심’이라는 내용이다.
앞서의 은해사 소장의 수도사 금고가 비록 이 작품보다 먼저 만들어진 수작이지만 ‘화원□□(畵員□□)’라 하여 그 제작자가 확인되지 않는 점과 비교해 볼 때 승려 장인으로 보이는 ‘대장태응(大匠太應)’이라는 장인을 밝힐 수 있어 조선 후기 장인 계보를 파악하는 또 하나의 중요한 자료가 된다. 아울러 측면에 남아있는 점자 명문은 이 금고가 제작한 이후 어느 시기인지 별도로 추각된 인명으로 보인다. 명문에 기록된 원래의 소장처였던 장천사는 울산광역시 울주군 두동면 천전리 장천사지로 추정된다.
조선후기에 그려진 울산 읍성 지도에 의하면 울산 지도의 마지막 부분에 달천창(達川倉)이라는 곳과 그 동남쪽에 울산 계(界) 바로 전에 반구정(盤龜亭)이라는 정자가 있으며 그 북서쪽 위에 장천사(障川寺)라는 기록으로 확인할 수 있다. 따라서 이곳이 국청사 소장 금고의 원소재지인 장천사의 위치로 추정되지만 현재는 대곡댐이 건설되면서 수몰지역에 포함되어 수몰되었다. 수몰되기 전인 1999년 발굴조사가 이루어진 바 있으며 강희40년에 제작된 명문와가 확인된 바 있어 장천사 역시 비슷한 시기인 18세기경에 폐사되었을 것으로 추측된다.
또한 명문에서는 대장태응, 신열, 영득이라는 제작자의 이름을 분명히 확인할 수 있는데, 대장(大匠)의 직함으로 기록된 태응은 현재 알려진 조선후기 금속공예품으로서는 이 작품 하나만이 확인된다. 아울러 태응은 그 이름과 뒤에 나열된 다른 승려들의 법명으로 보아 당시승려 장인집단을 이끌던 우두머리 승장이었음을 알 수 있는데, 이 외에도 태응의 이름이 확인되는 비슷한 시기의 불교미술품으로는 다음과 같은 3개의 작품이 더 남아있음이 확인된다. 그중 불교공예품으로서 1636년 중사자암명(中師子庵銘) 법주사종(法住寺鍾)의 대시주 명단에서 태응의 이름이 확인되며 1633년 무량사 대세지보살좌상의 복장 발원문에서 태응이 화원으로서 불상제작에도 참여하고 있음을 볼 수 있다. 이는 태응이 금속공예 장인이면서 무량사 대세지보살좌상의 화원으로 기록된 것은 당시 불상을 제작한 것이라기보다 복장물과 같은 금속기의 제작에 참여한 것으로도 볼 수 있지만 앞으로 좀 더 연구 검토가 요구된다. 이 외에도 태응의 기록은 1673년 수덕사의 노사나 괘불화에도 그 이름이 등장되어 당시 승려 장인들의 다양한 활동 상황을 추정케 한다.
이 국청사 소장 금고는 단순한 문양을 보이고 있지만 그 예가 많지 않은 17세기 작품이라는 점과 후면에 양각으로 명문을 새긴 독특한 방법은 조선시대 금고의 주조방법과 관련된 기술사적인 면모를 파악하는 자료가 된다. 특히 지금까지 알려지지 못했던 17세기의 승려 장인 태응의 행적을 파악해 볼 수 있는, 조선 후기 장인사회 연구의 새로운 자료로서 그 가치가 높다. 이러한 점에서 국청사 소장 장천사명 금고는 은해사 소장 수도사명 금고와 함께 조선시대 금고 연구에 빼놓을 수 없는 귀중한 자료가 되고 있다.

## 참고 자료
- 부산 국청사 청동북 - 국가유산청 국가유산포털